# Operazione Girasole
L'operazione Sonnenblume ("Girasole" in tedesco") fu la risposta dell'Asse all'operazione Compass, un'offensiva sferrata durante la seconda guerra mondiale in Nordafrica dalla Western Desert Force contro le forze italiane che erano penetrate in Egitto. L'operazione prevedeva il movimento di truppe tedesche, in particolare del Deutsches Afrikakorps, e anche delle divisioni motocorazzate italiane "Ariete" e "Trieste", per evitare la perdita della Libia. La controffensiva dell'Asse giunse fino a Sollum in Egitto e quindi portò alla riconquista della Cirenaica, salvo Tobruch, posta sotto assedio.

## Descrizione

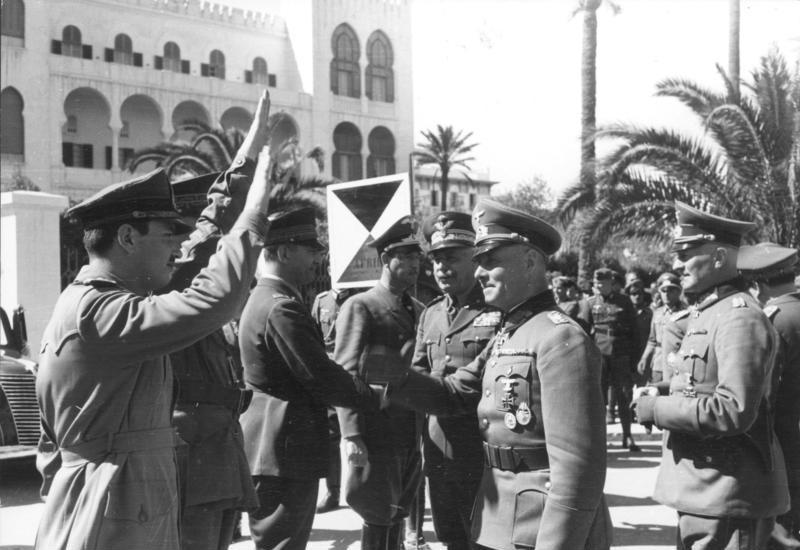
Erwin Rommel (al centro) e Johannes Streich (a destra) vengono salutati al loro arrivo a Tripoli il 12 febbraio 1941 da Italo Gariboldi (al centro) e altri ufficiali

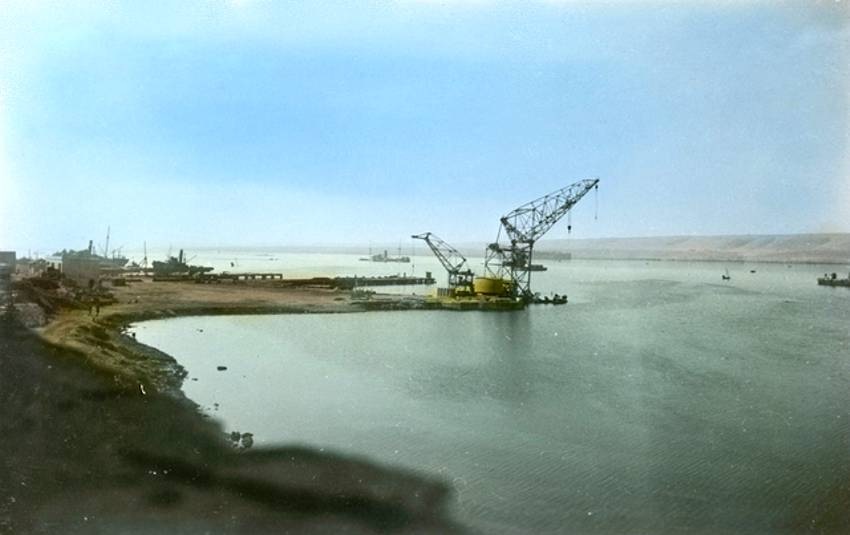
Il porto di Tobruch nel 1941

Dopo i grandi successi ottenuti da Regno Unito e Australia al termine dell'Operazione Compass, che portò alla cattura di 130 000 soldati italiani, la minaccia di consegnare il Nordafrica agli Alleati divenne reale. Alla fine di febbraio 1941 Adolf Hitler decise di inviare truppe nel teatro nordafricano per aiutare l'alleato Benito Mussolini, liberandolo da una sconfitta certa.
A marzo, il tenente generale Erwin Rommel prese il comando della 5. Leichte-Division e della 15. Panzer-Division: non appena sbarcate le prime truppe dal mercantile Alicante, le collocò a difesa di El-Agheila, dove si era fermata l'avanzata anglo-australiana. Vennero poi aggiunte altre unità, alcune delle quali annoveravano elementi provenienti dalla Legione straniera: il 361º reggimento della 90. leichte Afrika-Division, la 13ª compagnia dell'800º reggimento "Brandenburg". Inizialmente sotto comando italiano, Rommel si rese conto della debolezza britannica, data dal fatto che il primo ministro britannico Winston Churchill aveva trasferito alcune truppe dal Nordafrica alla Grecia.
Mostrando notevole spirito d'iniziativa il 31 marzo, ancor prima che tutta la 15. Panzer-Division fosse arrivata, Rommel attaccò le linee difensive inglesi. Durante l'offensiva ebbe il battesimo del fuoco anche la 132ª Divisione corazzata "Ariete" delle forze armate italiane.
Tra 7 e 8 aprile le colonne tedesche e italiane si congiunsero tra El Mechili e Derna, in quella che venne chiamata la seconda battaglia di El Mechili, catturando circa 2 000 prigionieri britannici, tra cui sei alti ufficiali presi prigionieri dall'Afrikakorps e dai bersaglieri del colonnello Montemurro: Vaugham, Gambier-Perry, Combe, Neame, e O'Connor; a questi si aggiunse in quei giorni Adrian Carton de Wiart, preso prigioniero dopo che il suo aereo fu costretto all’ammaraggio e raggiunse la costa libica la costa a nuoto. Tutti e sei vennero inviati in Italia e rinchiusi al castello di Vincigliata.
Altri reparti, avanzando lungo la strada costiera, avevano già raggiunto Bengasi. Le forze britanniche che fuggirono alla cattura si diressero verso il porto di Tobruch, dove si erano asserragliate. Rommel lanciò il 12 aprile un assalto ma questo fu respinto. Realizzando di aver ulteriormente assottigliato le sue già lunghe linee di rifornimento, Rommel si fermò e concentrò la sua attenzione sul porto assediato. Tuttavia, la situazione sarebbe presto cambiata dato che le truppe britanniche vennero espulse dalla Grecia e stavano tornando in Nordafrica.